# 2134 Dennispalm
2134 Dennispalm este un asteroid din centura principală, descoperit pe 24 decembrie 1976 de Charles Kowal.